# Adrian Șut
Adrian Gheorghe Șut (sinh ngày 30 tháng 4 năm 1999) là một cầu thủ bóng đá người România thi đấu ở vị trí tiền vệ cho đội bóng Liga II Pandurii Târgu Jiu. Sinh ra ở Cociuba Mare, Bihor County Șut khởi đầu sự nghiệp tại đội bóng địa phương Izvorul, sau đó chuyển đến Liberty Salonta, đến năm 2013 khi học viện bị giải thể và buộc anh phải di chuyển lần nữa, lần này là đến Târgu Mureș. Ở cấp độ chuyên nghiệp Șut thi đấu cho Târgu Mureș tại Liga I, cho Pandurii Târgu Jiu tại Liga II và cho Târgu Mureș II và Unirea Jucu tại Liga III.